# ジェームズ・ブリッジス (初代シャンドス公爵)
初代シャンドス公爵ジェームズ・ブリッジス（英語: James Brydges, 1st Duke of Chandos, PC DL FRS、1674年1月6日 – 1744年8月9日）は、イギリスの貴族。第8代シャンドス男爵ジェームズ・ブリッジスとエリザベス・バーナードの長男として生まれ、1714年10月16日に父が死去すると第9代シャンドス男爵になり、その3日後にはカーナーヴォン伯爵に叙され、1719年にシャンドス公爵に叙された。また、1698年から1714年までヘレフォード選挙区の庶民院議員を務めた。

## 生涯
第8代シャンドス男爵ジェームズ・ブリッジスとエリザベス・バーナードの長男として、1674年1月6日に生まれた。1686年にウェストミンスター・スクールで教育を受け、1690年6月21日にオックスフォード大学ニュー・カレッジに入学した。その後、1692年にヴォルフェンビュッテル・アカデミーに転じ、1694年までそこで学んだ後、1710年にインナー・テンプル入りを果たした。1694年11月30日、王立協会フェローに選出された。
1698年イングランド総選挙でヘレフォード選挙区から出馬して庶民院議員に当選、議会でトーリー党の一員としてふるまった。スペイン継承戦争中、海外陸軍支払長官（Paymaster of the Forces Abroad）を務め（任期：1705年5月10日 – 1713年9月4日）、財を成した。1714年10月16日に父が死去すると、シャンドス男爵の爵位を継承、その3日後にウィルトン子爵とカーナーヴォン伯爵に叙された。
1711年に南海会社への投資を募り、1718年から1736年までレヴァント会社総裁を務めるなど積極的に投資したが、1719年にミシシッピ会社と南海泡沫事件で大きな損失を出した。同1719年4月29日、カーナーヴォン侯爵とシャンドス公爵に叙された。
ブリッジスはミドルセックスのエッジウェアで大金をはたいてキャノンズという邸宅を建てた。建設にあたって、ブリッジスはイングランド・バロックで活躍した建築家を招聘、1713年にウィリアム・タルマンに依頼、翌1714年にタルマンを解雇して代わりにジョン・ジェームズを雇ったが、1715年にはその代わりにジェームズ・ギブスを雇った（ハワード・コルヴィン（Howard Colvin）は南側と東側の立面とチャペルがギブスによる設計としている）。ブリッジスは1719年にギブスを解雇、最終的にはジョン・プライス（John Price）とエドワード・シェパード（Edward Shepherd、1723年から1725年まで）の監督に完成させた。キャノンズは1747年に取り壊され、その立地は現代ではキャノンズ・パークとなっている。
公職では1721年から1744年までヘレフォードシャー統監とラドノーシャー統監を務め、1721年11月21日に枢密顧問官に任命され、1724年から1744年までセント・アンドルーズ大学名誉理事長を務めた（1721年にはシャンドス医学解剖講座を創設した）。捨子養育院の創設にも関わり、1739年に創設を許可する勅許状が発行されたときは初代総裁の1人を務めた。
親族のジョージ・ロドニーが海軍に入った頃にそのパトロンになった。
1744年8月9日、キャノンズで死去、23日にウィットチャーチのシャンドス霊廟 で埋葬された。爵位は次男ヘンリーが継承したが、そのときにはわずか1万4千ポンドしか継承できず、ヘンリーはキャノンズを取り壊した。

## ヘンデルとの関わり
シャンドスは1717年から1718年にかけてゲオルク・フリードリヒ・ヘンデルをキャノンズに招聘、ヘンデルはそこでオラトリオの『エステル』とパストラルの『エイシスとガラテア』を完成した。また、シャンドスのために『シャンドス・アンセム』を作曲した。シャンドス・アンセムは聖ローレンス教会で初演され、そのときに使われたオルガンは現存している。
1719年、王立音楽アカデミー社に出資した。

## ポープとの関わり
アレキサンダー・ポープは『道徳論』の1作目である『バーリントンへの書簡』（1731年）でシャンドスを風刺したとされ、ジョナサン・スウィフトはシャンドスを「全ての宮廷に従う」とこき下ろしたが、ポープの書簡はシャンドスを称えているとも読めるため、ウィリアム・ホガースは風刺絵でポープをシャンドスに卑屈であると風刺した。ポープはその後シャンドスを風刺しなかったと否認した。ポープの伝記を著したメイナード・マック（Maynard Mack）によると、シャンドスはポープに手紙を書き、彼を信じると述べたという。

## 家族
1695年2月27日、メアリー・レイク（1668年 – 1712年、トマス・レイクの娘）と結婚、下記の子女をもうけた。
- ジョン（英語版）（1703年1月15日 – 1727年4月8日） - 庶民院議員、早世
- ヘンリー（1708年2月1日 – 1771年11月28日） - 第2代シャンドス公爵

1713年8月4日、カサンドラ・ウィラビー（1670年 – 1735年、フランシス・ウィラビイの娘）と再婚したが、2人の間に子供はいなかった。
1736年4月18日、リディア・キャサリン・ヴァン・ハッテン（Lydia Catherine van Hatten、1750年11月18日没、ジョン・ヴァン・ハッテンの娘）と再婚したが、2人の間に子供はいなかった。シャンドスの死後、リディアはショー・ハウスに住んだ。

## 関連図書
- Stephen, Leslie (1886). "Brydges, James" . In Stephen, Leslie (ed.). Dictionary of National Biography (英語). Vol. 7. London: Smith, Elder & Co. pp. 162–163.
- Joan Johnson, 1989. Princely Chandos: James Brydges 1674–1744.
- C. H.（英語版） and M. I. Collins Baker, 1949. The Life and Circumstances of James Brydges,: First Duke of Chandos, Patron of the Liberal Arts (Oxford University: Clarendon Press). Still the standard work on Chandos and Cannons
- (Henry St. John, Lord Bolingbroke) 1935. Letters of Henry St. John to James Brydges (Harvard University Press)
- John Robert Robinson, The princely Chandos, a memoir of James Brydges, paymaster-general to the forces abroad during the most brilliant part of the Duke of Marlborough's military ... afterwards the first Duke of Chandos